# Кринин, Владимир Александрович
Владимир Александрович Кринин (род. 9 апреля 1953, д. Быстрая, Красноярский край) — российский геолог, кандидат геолого-минералогических наук, заслуженный геолог Российской Федерации, один из первооткрывателей Ванкорского нефтегазового месторождения.

## Биография
Родился 9 апреля 1953 года в д. Быстрая Минусинского района Красноярского края. В 1975 году окончил Томский политехнический институт по специальности «Геология и разведка нефтяных и газовых месторождений».
Работал начальником отряда, старшим геологом, главным геологом экспедиции сначала в тресте «Красноярскнефтегазразведка», а позднее, после его реорганизации в 1979 году, — в ПГО «Енисейнефегазгеология».
В 1987—1992 годах — главный геолог ПГО «Енисейнефтегазгеология».
В 1992—2002 годах — заместитель по нефти и газу председателя Красноярского геологического комитета.
В 1997 году защитил диссертацию на соискание ученой степени кандидата геолого-минералогических наук.
В 2002 году — заместитель губернатора Красноярского края.
В 2003—2013 годах — заместитель генерального директора по геологии и геофизике сначала ЗАО «Енисейнефть», а затем ЗАО «Ванкорнефть».
С января 2009 года одновременно по совместительству являлся заведующим кафедрой геологии нефти и газа Сибирского федерального университета. С января 2014 года — заведующий указанной кафедрой.
Один из первооткрывателей открытого в 1988 году Ванкорского нефтегазового месторождения.
В 2004 году открыл Северо-Ванкорское месторождение и в течение двух лет объединил его с Ванкорским.
В 2009 году открыл Байкаловское нефтегазоконденсатное месторождение на Таймыре.
Автор более ста фондовых и опубликованных научных работ.

## Избранные труды
- Кринин В. А. Строение и перспективы нефтегазоносности древнейших карбонатных формаций западной части Сибирской платформы : Автореф. дисс. … канд. геол.-минерал. наук. — Новосибирск, 1997.
- Кринин В. А. Ресурсная база района Ванкорского месторождения и перспективы её развития // Нефтяное хозяйство. — 2010. — В. 1043. — С. 14-15.
- Кринин В. А. Сейсморазведка и геохимия — эффективный тандем при поисках и разведке месторождений нефти и газа в разных горногеологических условиях // Горные ведомости. — 2012. — № ?. — С. 16-25.
- Кринин В. А. Тектоника фундамента и оценка ресурсов нефти юрскомеловых отложений северо-востока Западно-Сибирской плиты в пределах Красноярского края // Горные ведомости. — 2011. — № 9 (88). — С. 16-24.
- Кринин В. А. О генезисе нафтидов на севере Сибирской платформы // Горные ведомости. — 2011. — № 12. — С. 24-31.
- Кринин В. А. Анабаро-Хатангская седловина как объект нефтегазопоисковых исследований // Горные ведомости. — 2014. — № 8. — С. 22-28.
- Кринин В. А. О газовом дыхании недр // Горные ведомости. − 2013. — № 6. — С. 50-62.

## Награды и премии
Медаль «За трудовую доблесть» (1982), Почётный разведчик недр (2002), Заслуженный геолог Российской Федерации (1996), Орден Дружбы (2013).